# Shirakawan
Shirakawan，日本福島縣白河市官方吉祥物。

## 概要
Shirakawan是2013年（平成25年）創作的白河市的當地吉祥物。它由指定非營利組織白川市民活動支援協會營運。該角色的原作者是來自白河市的漫畫家本町和子（本町かずこ）。其獨特的眉毛以白河達摩圖案中的鶴為原型，胸前的花朵則以白河市市花「梅花」為原型。

## 公開資料
根據官方網站。
- 名稱：Shirakawan
- 誕生地：福島縣白河市
- 誕生日：11月7日
- 興趣：白河市宣傳、造訪著名景點
- 喜歡的食物：白河拉麵、白河蕎麥、南湖（日语：南湖公園）糰子
- 喜歡的花：梅花（白河市市花）、櫻花

## 歷史

### 2013年
- 於「第1屆當地角色兒童夢想節in白河」上亮相[2]

### 2014年
- 「第2屆當地角色兒童夢想節in白河」舉辦[2]
- 於白河市關森公園樹立白河紀念碑[2]

### 2015年
- 「第3屆當地角色兒童夢想節in白河」舉辦[2]
- 於「風雨搖滾芋煮會 2015 KAZETOROCK IMONY LAND」上亮相[2]

### 2016年
- 「第4屆當地角色兒童夢想節in白河」開催[2]
- 於「風雨搖滾芋煮會 2016 KAZETOROCK IMONY WORLD」上亮相[2]

### 2017年
- 「第5屆當地角色兒童夢想節in白河」開催[2]
- 於「風雨搖滾芋煮會2017 KAZETOROCK IMONY COSMO」上亮相[2]

## 相關項目
- 日本官公廳吉祥物列表（日语：官公庁のマスコットキャラクター一覧）

## 外部連結
- （日語）—官方網站[]。
- Shirakawan【元祖】（Shirakawan官方）的X（前Twitter） （日語）
- Shirakawan的Facebook專頁 （日語）
- Shirakawan的Instagram帳戶 （日語）
- Shirakawan的Threads （日語）